# عمار الشريعي
عمار علي محمد إبراهيم علي الشريعي (16 أبريل 1948 - 7 ديسمبر 2012)، موسيقي ومؤلف وناقد مصري. وأحد أعمدة الموسيقى في مصر. ولد في مدينة سمالوط إحدى مراكز محافظة المنيا بصعيد مصر. له علامات وبصمات في الموسيقى الآلية والغنائية المصرية، بالإضافة إلى الموسيقى التصويرية للكثير من الأفلام والمسلسلات التليفزيونية وذلك رغم أنه كفيف.

## حياته
ولد عمار الشريعي كفيفا في 16 نيسان/ إبريل 1948في مدينة سمالوط إحدى مراكز محافظة المنيا بصعيد مصر. كان جده لوالده محمد باشا الشريعي، نائب بالبرلمان المصري في عهد الملك فؤاد الأول، وكان والده من كبار المزارعين في مركز سمالوط وعضو بالبرلمان المصري عن مركز سمالوط بعد ثورة 23 يوليو. وكان جده لوالدته مراد بك الشريعي، أحد أقطاب ثورة 1919، والذي عُدّ من ضمن وفد مصري حكم عليه الاحتلال الإنجليزي بالإعدام لنضالهم، وكان شقيقه الأكبر محمد على محمد الشريعي، سفير مصر الأسبق بأستراليا. حفظ عمار 5 أجزاء من القرآن في طفولته، وكان من هواياته السباحة. اشترى له والده بيانو للعزف عليه، وخلال فترة الدراسة تعرف على الموسيقار كمال الطويل وتبناه، ثم تعرف على الموسيقار بليغ حمدي ورأس فريق الموسيقى وعمل مع الكثير من الفرق الموسيقية بعدها. 

تلقى علوم الموسيقى الشرقية على يد مجموعة من الأساتذة الكبار بمدرسته الثانوية في إطار برنامج مكثف أعدته وزارة التربية والتعليم خصيصاً للطلبة المكفوفين الراغبين في دراسة الموسيقى. خلال فترة دراسته، وبمجهود ذاتي، أتقن العزف على آلة البيانو والأكورديون والعود ثم أخيراً الأورج.

بدأ حياته العملية عام 1970 م عقب تخرجه من الجامعة مباشرةً كعازف لآلة الأكورديون في عدد من الفرق الموسيقية التي كانت منتشرة في مصر آنذاك، ثم تحول إلى الأورج حيث بزغ نجمه فيها كأحد أبرع عازفي جيله، واعتبر نموذجاً جديداً في تحدي الإعاقة نظراً لصعوبة وتعقيد هذه الآلة واعتمادها بدرجة كبيرة على الإبصار.

اتجه إلى التلحين والتأليف الموسيقي حيث كانت أول ألحانه «إمسكوا الخشب» للفنانة مها صبري عام 1975 م، وزادت ألحانه عن 150 لحناً لمعظم مطربي ومطربات مصر والعالم العربى.

تميز في وضع الموسيقى التصويرية للعديد من الأفلام والمسلسلات التليفزيونية والإذاعية والمسرحيات والتي نال معظمها شهرة ذائعة، وحصل العديد منها على جوائز على الصعيدين العربي والعالمي. كوّن فرقة الأصدقاء في عام 1980 م، والتي كانت تضم منى عبد الغني، حنان، علاء عبد الخالق وقد حاول من خلالها مزج الأصالة بالمعاصرة وخلق غناء جماعي حيث يتصدى لمشاكل المجتمع في تلك الفترة. اهتم اهتماماً كبيراً بأغاني الأطفال فقام بعمل أغاني احتفالات عيد الطفولة تحت رعاية السيدة سوزان مبارك لمدة 12 عاماً متتالية، وشارك في هذه الأعمال مجموعة من كبار الممثلين والمطربين مثل عبد المنعم مدبولي، نيللي، صفاء أبو السعود، لبلبة، عفاف راضي. أولى اهتماماً كبيراً لاكتشاف ورعاية المواهب الجديدة مثل منى عبد الغني، حنان، علاء عبد الخالق، هدى عمار، حسن فؤاد، ريهام عبد الحكيم، مي فاروق، أجفان الأمير، آمال ماهر، وحديثاً أحمد على الحجار، سماح سيد الملاح.

تولى منذ عام 1991 م وحتى عام 2003 وضع الموسيقى والألحان لاحتفاليات أكتوبر التي تقيمها القوات المسلحة المصرية بالتعاون مع وزارة الإعلام والتي تعدّ ذروة احتفالات جمهورية مصر العربية بانتصارات أكتوبر والتي قام تحت رعاية وحضور الرئيس المصري السابق محمد حسني مبارك.

عُيّن أستاذاً غير متفرغ بأكاديمية الفنون المصرية في عام 1995 م. تناولت أعماله العديد من الرسائل العلمية لدرجتي الماجستير والدكتوراه في المعاهد والكليات الموسيقية بلغت 7 رسائل ماجستير و 3 رسائل دكتوراه من مصر في كلية التربية الموسيقية، جامعة حلوان، وكلية التربية النوعية، جامعة القاهرة، ومعهد الموسيقى العربية بأكاديمية الفنون، ورسالة دكتوراه من جامعة السوربون بفرنسا.

## المؤهلات العلمية
1. درس بمدرسة المركز النموذجي لرعاية وتوجيه المكفوفين.
2. ليسانس الآداب، قسم لغة إنجليزية، كلية الآداب، جامعة عين شمس، عام 1970.
3. درس التأليف الموسيقي عن طريق مدرسة هادلي سكول الأمريكية لتعليم المكفوفين بالمراسلة.
4. التحق بالأكاديمية الملكية البريطانية للموسيقى.

## أعماله الفنية
تجاوز عدد أعماله السينمائية 50 فيلماً، وأعماله التليفزيونية 150 مسلسلاً، وما يزيد على 20 عملاً إذاعياً، وعشر مسرحيات غنائية استعراضية، وقد قام كذلك بتلحين الحفل الموسيقي الضخم الذي أقامته سلطنة عُمان عام 1993 م بمناسبة عيدها الوطني وكذلك عيدها الوطني عام 2010 م وكان قد سبقه في تلحين أعياد عمان الوطنية العديد من عمالقة الطرب العربي أمثال الموسيقار محمد عبد الوهاب. كما قدّم بنفسه عدداً من البرامج الشهيرة أبرزها البرنامج الإذاعي الذي استمر عدة سنوات «غواص في بحر النغم».

## أعمالة الفنية

### غناء بصوته
- أغاني فيلم البريء (محبوس يا طير الحق - الدم)
- رباعيات داخلية من مسلسل ريا وسكينة
- رباعيات داخلية بمسلسل الأيام لعميد الأدب العربي طه حسين
- تتر البداية والنهاية لفيلم كتيبة إعدام
- تتر النهاية في مسلسل عصفور النار
- أغنية مشتركة مع فردوس عبد الحميد في مسلسل عصفور النار

### أعماله الموسيقية في الأفلام
| 1. حكاية شاب عمره ألف عام 2009 2. حليم 2006 3. يوم الكرامة 2004 4. ديل السمكة 2003 5. لولاكي 1993 6. نور العيون 1991 7. زمن الجدعان 1991 8. الشيطانة التي أحبتني 1990 9. قسمة ونصيب 1990 | 1. كتيبة الإعدام 1989 2. المرشد 1989 3. حارة برجوان 1989 4. أحلام هند وكاميليا 1988 5. كل هذا الحب 1988 6. ليلة القبض على بكيزة وزغلول 1988 7. المرأة والقانون 1988 8. المتمرد 1988 9. أبناء وقتلة 1987 | 1. العرضحالجي في قضية نصب 1987 2. البداية 1986 3. آه يا بلد آه 1986 4. ابنتي والذئاب 1986 5. رغبة وحقد وانتقام 1986 6. الصبر في الملاحات 1986 7. عصفور الشرق 1986 8. فقراء ولكن سعداء 1986 9. قفص الحريم 1986 | 1. كراكون في الشارع 1986 2. البريء 1986 3. منزل العائلة المسمومة 1986 4. آه يا بلد 1986 5. رمضان فوق البركان 1985 6. ملف في الآداب 1985 7. الجريح 1985 8. أيام في الحلال 1985 | 1. مغاوري في الكلية 1985 2. أرجوك أعطيني هذا الدواء 1984 3. لا تسألني من أنا 1984 4. حب في الزنزانة 1983 5. شاطئ الحظ 1983 6. عضة كلب 1983 7. الشك يا حبيبي 1979 |

### أعماله الموسيقية في المسلسلات
| 1. أهل الهوى 2012 2. شمس الأنصاري 2012 3. ابن ليل 2012 4. وادي الملوك 2011 5. الشوارع الخلفية 2011 6. سامحني يا زمن 2010 7. اغتيال شمس 2010 8. بيت الباشا 2010 9. أكتوبر الآخر 2010 10. شيخ العرب همام 2010 11. أبو ضحكة جنان 2009 12. الرحايا حجر القلوب 2009 13. البوابة الثانية 2009 14. الجانب الآخر من الشاطىء 2008 15. عدى النهار 2008 16. شرف فتح الباب 2008 17. نقطة نظام 2007 18. ساعة عصاري 2007 19. المصراوية ج1 2007 20. العندليب حكاية شعب 2006 | 1. حارة العوانس 2006 2. أحلام عادية 2005 3. ريا وسكينه 2005 4. عفاريت السيالة 2004 5. محمود المصري 2004 6. بنت من شبرا 2003 7. قاسم أمين 2002 8. أميرة في عابدين 2002 9. رجل الأقدار 2002 10. زمن عماد الدين 2002 11. البر الغربي 2001 12. بنات أفكاري 2001 13. حديث الصباح والمساء 2001 14. أوبرا عايدة 2000 15. خيال الظل 2000 16. أم كلثوم 1999 17. امرأة من زمن الحب 1998 18. السيرة الهلالية ج1 1997 19. هارون الرشيد 1997 20. زيزينيا ج1 1997، ج2 2000 | 1. أبو العلا البشري 1996 2. نصف ربيع الآخر 1996 3. حلم الجنوبي 1995 4. ألف ليلة وليلة (علي بابا والأربعين حرامي) 1995 5. البراري والحامول 1995 6. الدنيا لعبة فوازير 1995 7. شقة الحرية 1995 8. لا 1994 9. العائلة 1994 10. أرابيسك 1994 11. قيس وليلى الفوازير 1994 12. دموع صاحبة الجلالة 1993 13. زمن الجدعان 14. عالم ورق 15. حبيبي الذي لا أعرفه 1989 16. الكهف والوهم والحب 1989 17. يحكى أن 1989 18. الراية البيضا 1988 19. رأفت الهجان ج1 1987، ج2 1990، ج3 1991 20. عصفور النار 1987 | 1. إنها مجنونة مجنونة 1985 2. وادرك شهريار الصباح 1985 3. أخو البنات 1984 4. الشهد والدموع 1983,1984 5. عالم عم أمين 1983 6. وقال البحر 1982 7. صيام صيام 1981 8. دموع في عيون وقحة 1980 9. زينب والعرش 1979 10. الأيام 1979 11. لا يا ابنتي العزيزة 1979 12. أبنائي الأعزاء..شكراً 1979 13. مبروك جالك ولد 1978 14. السمان والخريف 1978 15. بنت الايام 1977 16. عودة الروح 1977 17. خان الخليلي 1976 18. كوكي كاك 19. ذو النون المصري 20. بين السرايات 21. عبد الله النديم |

### أعماله الموسيقية المسرحيات
| 1. رابعة العدوية. 2. الواد سيد الشغال مسرحية 1993 3. علشان خاطر عيونك. | 1. إنها حقاً عائلة محترمة. 2. الحب في التخشيبة. 3. تصبح على خير يا حبة عيني. | 1. لولى. 2. يمامة بيضا. |

### أشهر أعماله الموسيقية مع المطربين
كان له تعاون رائع مع سفير الأغنية الخليجية الفنان عبد الله الرويشد بأغاني وطنية وعاطفية منها:
1. استحملك: كلمات/ الشاعر بدر بو رسلي.
2. مسحـور: كلمات/ الشاعر بدر بو رسلي.
3. لا تصــدق: كلمات/ الشاعر ساهـــر.
4. الجرح الأخير: كلمات/ الشاعر بدر بو رسلي.
5. قبل النهارده: ورده، كلمات / عبد الرحمن الأبنودي
6. طبعا احباب: وردة الجزائرية

### برامج في الأذاعة والتلفزيون
1. «غواص في بحر النغم» - تقديم وإعداد برنامج إذاعي لتحليل وتذوق الموسيقى العربية منذ عام 1988. كان البرنامج يذاع عبر البرنامج العام للإذاعة المصرية منتصف الليل ما بين الأحد والإثنين من الساعة 12:30 ولمدة حوالي 53 دقيقة، وهو برنامج يهتم بتحليل الموسيقى والأغاني العربية تحليلاً مبسطاً لتوضيح جماليات الموسيقى للمستمع العادي.
2. «سهرة شريعي» - إعداد وتقديم على قناة دريم الفضائية.
3. «مع عمار الشريعي» - إعداد وتقديم على راديو مصر و قد سبق البرنامج حمله دعاية كبيرة قام بها العديد من النجوم مثل عمرو دياب وآخرين.
4. «المسحراتي» قدم في التلفزيون المصري.

### أعمال فنية أخرى
1. قام بتأليف كونشرتو لآلة العود والأوركسترا ومتتالية على ألحان عربية معروفة وعزفهما مع أوركسترا عمان السيمفوني عام 2005.
2. شارك بالتعاون مع شركة ياماها اليابانية في استنباط ثلاثة أرباع التون من الآلات الإلكترونية.
3. شارك بالتعاون مع شركة إميولتور الأمريكية في إنتاج عينات من الآلات تقليدية والشعبية المصرية والعربية.
4. ابتكر العديد من الإيقاعات والضروب الجديدة.
5. أعاد صياغة وتوزيع العديد من المقطوعات الموسيقية والأغنيات.
6. ساهم مع مؤسسة دانسنغ دوتس Dancing Dots الأمريكية في إنتاج برنامج جود فيل Good Feel والذي يقدم نوتة موسيقية بطريقة برايل للمكفوفين.
7. قام بتقديم وإعداد برنامج إذاعي لتحليل وتذوق الموسيقى العربية بعنوان «غواص في بحر النغم» منذ عام 1988.
8. إعداد وتقديم برنامج سهرة شريعي مع قناة دريم الفضائية المصرية.

## الهيئات التي ينتمي إليها
1. عضو لجنة الموسيقى بالمجلس الأعلى للثقافة سابقًا.
2. انضم إلى لجنة الحكماء التي تم تشكيلها أثناء ثورة 25 يناير عام 2011 م.

## المؤتمرات التي شارك بها
- شارك بأوراق عمل لبعض مؤتمرات كلية التربية الموسيقية بالقاهرة.

## الجوائز والأوسمة التي حصل عليها
- جائزة مهرجان فالنسيا، إسبانيا، عام 1986 عن موسيقى فيلم البريء.
- جائزة مهرجان فيفييه، سويسرا، عام 1989.
- وسام التكريم من الطبقة الأولى من السلطان قابوس بن سعيد، سلطنة عمان، عام 1992.
- وسام التكريم من الطبقة الأولى من الملك عبد الله بن الحسين - ملك المملكة الأردنية الهاشمية.
- العديد من جوائز الجمعية المصرية لكتاب ونقاد السينما والمركز الكاثوليكي للسينما ومهرجان الإذاعة والتليفزيون عن الموسيقى التصويرية من عام 1977 حتى عام 1990.
- جائزة الحصان الذهبي لأحسن مُلحّن في إذاعة الشرق الأوسط لسبعة عشر عاماً متتالية.
- جائزة الدولة للتفوق في الفنون من المجلس الأعلى للثقافة، عام 2005.
- وسام التكريم من الطبقة الأولى مرة ثانية من السلطان قابوس بن سعيد، سلطنة عمان، عام 2005.

## وفاته
منذ الأيام الأولى للاحتجاجات التي طالبت برحيل الرئيس المصري السابق حسني مبارك كان للشريعي موقف واضح وذهب للتضامن مع المحتجين في ميدان التحرير وأصيب بأزمة قلبية نتيجة الإرهاق وأعلن ظهر الجمعة السابع من ديسمبر 2012 عن وفاة الموسيقار الكبير عمار الشريعي داخل إحدى مستشفيات القاهرة عن عمر جاوز 64 عاما جراء أزمة صحية لازمته خلال العام الأخير كله.
وقبع الموسيقار الكفيف الراحل طيلة الأشهر الأخيرة في مستشفى بالقاهرة للعلاج من مشكلات في القلب والرئة وأجرى مؤخرا جراحة «قسطرة» في القلب وجراحة أخرى لإزالة الماء من على الرئة.

## روابط خارجية
- عمار الشريعي على موقع IMDb (الإنجليزية)
- عمار الشريعي على موقع قاعدة بيانات الأفلام العربية
- عمار الشريعي على موقع ميوزك برينز (الإنجليزية)
- عمار الشريعي على موقع ديسكوغز (الإنجليزية)